# Грайте, Вальтер
Вальтер Грайте (нем. Walter Greite, 1907—1984) — немецкий биолог и орнитолог, руководящий сотрудник Аненербе, оберштурмбаннфюрер СС.

## Биография
Изучал биологию, зоологию и орнитологию (в частности, пигментацию птичьего оперения) в Гёттингенском университете. В 1932 г. защитил кандидатскую диссертацию. Доцент. Работал в зоологических институтах в Мюнхене и Гёттингене.
Был членом НСДАП (№ 908.457) и СС (№ 276.738), что позволило ему выдвинуться в годы национал-социализма. В 1937—1938 гг. руководитель наследственно-биологического отдела Имперского ведомства по делам здравоохранения, оберрегирунгсрат. С 1939 г. ответственный редактор журнала «Биолог» Национал-социалистического союза учителей. Также занимал пост заместителя руководителя, затем руководителя Имперского союза по делам биологии и научного сотрудника Германского исследовательского института психиатрии.
В 1939 г. по поручению Гиммлера занимался антропологическими исследованиями «чужеродных рас и потомков смешанных браков» в Центральном управлении по высылке евреев в Вене. В том же году участвовал в «Особой акции „Краков“» (Sonderaktion Krakau), задачей которой было уничтожение польской университетской профессуры и интеллигенции.
В 1938—1942 гг. работал в Аненербе, где возглавлял исследовательский отдел биологии. Был дружен с Эрнстом Шефером.
В 1960—1970-е гг. был директором сельской школы в Фельдафинге.

## Сочинения
- Über Bildung und Lagerung der Melanine in der Vogelfeder. (Zool. Inst., Univ. Göttingen.) Zool. Anz. 96, 41—49 (1931).
- Die Strukturbildung der Vogelfeder und ihre Pigmentierung durch Melanine. Leipzig : Akad. Verlagsges., 1932.
- Aufbau und Aufgaben des Reichsbundes für Biologie. In: Der Biologe 8 (1939), 233—241.